# John Laurens
John Laurens (Charleston, 28 ottobre 1754 – Beaufort, 27 agosto 1782) è stato un rivoluzionario, militare e diplomatico statunitense.

## Biografia

### Infanzia e studi
John Laurens nacque in Carolina del Sud nel 1754, figlio del futuro padre fondatore Henry Laurens ed Eleanor Ball. La sua era una famiglia di piantatori assai agiata, e possedevano molti schiavi; il precoce contatto con la schiavitù fu molto formativo per il giovane Laurens, che in seguito sarebbe diventato un convinto abolizionista.
Dopo alcuni anni di istruzione privata, nel 1771 si trasferì a Londra per perfezionare gli studi. Nel 1772 scelse di trasferirsi a Ginevra, all'epoca polo del repubblicanesimo europeo, ospite di un amico di famiglia, dove si svilupparono definitivamente i suoi ideali egualitari e repubblicani. Vi rimase fino al 1774, quando rientrò in Inghilterra per studiare legge.

### Rivoluzione americana

#### Primi scontri e petizione al Congresso
La situazione nelle Tredici Colonie stava tuttavia ormai precipitando, e John Laurens, influenzato dagli scritti pro-rivoluzionari di Thomas Paine e ansioso di unirsi ai ribelli, abbandonò gli studi e rientrò in America alla fine del 1776, poco dopo essersi sposato con Martha Manning, che lasciò in Inghilterra incinta. Nel 1777 John e il padre raggiunsero Filadelfia, dove fervevano i lavori del Congresso Continentale; qui incontrò George Washington, che lo accettò come proprio aiutante di campo. Strinse subito amicizia con Alexander Hamilton, altro futuro grande della politica americana durante la guerra d'indipendenza, e col marchese La Fayette, che ebbe più volte occasione di lodarlo.
In breve tempo John Laurens dimostrò il proprio valore, combattendo alle battaglie di Brandywine, Germantown e Monmouth e ottenendo per il proprio valore il grado di tenente colonnello. Trascorse l'inverno 1777-78 a Valley Forge, agendo da tramite tra Washington e il Congresso grazie al padre e mantenendo così coeso il potere politico-militare statunitense. Quando l'offensiva inglese si concentrò a sud contro la Georgia e la nativa Carolina del Sud, Laurens chiese al Congresso Continentale il permesso di creare un reggimento composto da schiavi afroamericani emancipati; nonostante l'approvazione del Congresso, la sua visione progressista era tuttavia malvista dalla grande maggioranza della società carolina, che si oppose fermamente alla sua iniziativa, facendola infine fallire. Nello stesso periodo si scontrò in duello col generale Charles Lee, che aveva pesantemente insultato lui e Washington; nel dicembre 1778 i due si scontrarono con le pistole, e mentre Laurens rimase illeso Lee fu solo lievemente ferito, facendo così concludere la disputa.

#### Difesa del Sud e ambascerie in Europa
Nel frattempo impegnato nella difesa della Carolina, impedì al governatore John Rutledge di consegnare Charleston agli inglesi in cambio della neutralità della colonia. Apprezzato dalla popolazione per il comando deciso e risoluto, era invece detestato dagli altri militari, che lo consideravano frettoloso e inutilmente avventato. Dopo aver partecipato al fallito assedio di Savannah, difese ancora Charleston durante un nuovo assedio, venendo catturato quando la città cadde nel maggio 1780.
Liberato nel novembre successivo durante uno scambio di prigionieri, il Congresso lo inviò in Europa come ambasciatore speciale e assistente di Benjamin Franklin. Si trattenne pochi mesi sul Vecchio Continente, assicurando nuovi aiuti alla causa rivoluzionaria da parte del Regno di Francia e della Repubblica delle Sette Province Unite dopo essersi rivolto direttamente a re Luigi XVI, cosa inusuale per l'epoca. Rientrò in America appena in tempo per partecipare alla battaglia di Yorktown, e fu tra coloro che mediarono la resa finale inglese.

#### Ultime attività e morte
La guerra era nei fatti vinta dai ribelli, ma non ancora conclusa. Deciso a cacciare i britannici dalla terra natale, nel 1782 rientrò in Carolina del Sud agli ordini del generale Nathanael Greene ed allestì una vasta rete di spie, assicurandosi che il potere inglese non si estendesse mai oltre Charleston. Tentò ancora una volta di reclutare un reggimento afroamericano, incontrando tuttavia le stesse dure opposizioni degli anni precedenti. La sua iniziativa fu inoltre di breve durata, perché il 27 agosto successivo, durante un'incursione lungo il fiume Combahee, Laurens cadde vittima di un'imboscata britannica e venne ucciso a colpi di moschetto mentre tentava di guidare una carica di cavalleria contro le truppe nemiche.
Le reazioni alla sua morte inattesa furono di sgomento unanime. Sorprendentemente i giornali filo-britannici di Charleston ne lamentarono la perdita, onorandolo come un gentiluomo che aveva scelto una "strada sbagliata". Washington, Greene ed Hamilton furono molto rattristati dalla sua dipartita, mentre il padre Henry Laurens, allora in Inghilterra per condurre le trattative di pace, rientrò precipitosamente in America per organizzarne la tumulazione. Venne sepolto nel cimitero di famiglia a Moncks Corner.
Gli sono dedicate due contee, una in Georgia e l'altra nella nativa Carolina del Sud (quest'ultima dedicata anche al padre).